# AB4
AB4 — румунський рок-гурт, заснований 1999 року у Бухаресті. Більшість пісень гурт виконує румунською мовою (деякі з них перекладені і записані також англійською).
За роки свого існування гурт видав 2 студійні альбоми, 5 синглів та 5 відеокліпів.

## Склад гурту
Doru Trăscău — вокал, гітара.
Enrico D'Angelosante — гітара, бек-вокал
 Antonio Bonansingo — бас-гітара, бек-вокал
 Dorian Cazacu — ударні

## Дискографія

#### Студійні альбоми
- «Toxic» (2000)
- «Broken Trust» (2003)

#### Сингли
| Рік  | Назва                              | Жанр                       |
| ---- | ---------------------------------- | -------------------------- |
| 2000 | «Despre o tipa»                    | гранж                      |
| 2000 | «Cum ar fi»                        | панк-рок                   |
| 2001 | «Nu-ti fa griji» (feat. «Verdikt») | реп-метал, ню-метал, гранж |
| 2001 | «Hol»                              | гранж, емо                 |
| 2003 | "Cold"                             | гранж                      |
| 2004 | «Preferences»                      | Альтернативний рок, гранж  |

#### Відеокліпи
- «Despre o tipa» (2000)
- «Cum ar fi» (2000)
- «Hol» (2001)
- «Nu-ti fa griji» (feat. «Verdikt», 2001)
- «Cold» (English version for Hol, 2003)
- «Preferences» (2004)
- «Break» (live, 2006)

### У складі The Mono Jacks

#### Альбоми
- «Now In Stereo» (2010)
- «Fortunes» (EP, 2011)

#### Сингли
- «Tablou» (2015)

#### Відеокліпи
- «Come Back Girl» (studio, 2010)
- «Woman» (2011)
- «Gandurile» (2012)
- «Tablou» (2015)
- «Drumul» (2016)